# باول كورتيس
باول كورتيس هو لاعب هوكي الجليد كندي، ولد في 29 سبتمبر 1947 في بيتيربوروغ في كندا.

## وصلات خارجية
- باول كورتيس على موقع دوري الهوكي الوطني (الإنجليزية)
- باول كورتيس على موقع EliteProspects.com (الإنجليزية)
- باول كورتيس على موقع HockeyDB.com (الإنجليزية)
- باول كورتيس على موقع Hockey-Reference.com (الإنجليزية)